# 一九四二
《一九四二》（英語：Back to 1942），是一部2012年馮小剛執導的中国電影，劇本改編自劉震雲小說《溫故一九四二》。華誼兄弟發行，2012年11月29日於中國大陸上映。
本片是中国首部使用杜比全景声技术的影片。

## 剧情
影片改編自小說《溫故一九四二》，講述了1942年中國抗日戰爭背景下的一場悲劇。1942年河南大饑荒，此時戰爭正處於僵持階段，數百萬民眾忍受飢荒的痛苦，展開背井離鄉逃荒的旅程。主角的家鄉設在作者本人家鄉河南延津縣，儘管有後來研究認為作者對延津縣的抗日戰爭歷史時間線描述不準確。

## 角色
| 演員            | 角色           | 備註                                     |
| --------------- | -------------- | ---------------------------------------- |
| 張國立          | 老東家         | 地主                                     |
| 陳道明          | 蔣介石         | 国民政府军事委员会委員長                 |
| 李雪健          | 李培基         | 国民政府河南省主席                       |
| 張涵予          | 安西滿         | 天主教传教士                             |
| 阿德里安·布羅迪 | 白修德         | 美国《时代周刊》记者                     |
| 范偉            | 老馬           | “第一战区第九巡回法庭庭长”，原县政府厨师 |
| 馮遠征          | 瞎鹿           | 东家长工，佃农                           |
| 徐帆            | 花枝           | 东家长工瞎鹿之妻                         |
| 張默            | 栓柱           | 东家马夫                                 |
| 王子文          | 星星           | 东家女儿                                 |
| 李倩            | 兒媳婦         | 东家儿媳妇                               |
| 張少華          | 瞎鹿娘         |                                          |
| 段奕宏          | 陳布雷         | 委员长侍从室第二处主任                   |
| 楊立新          | 馬國林         |                                          |
| 趙毅            | 少東家         |                                          |
| 張晨光          | 張厲生         | 国民政府行政院秘书长                     |
| 張國強          | 董英斌         | 第一战区参谋长                           |
| 蘇有朋          | 宋子文         | 国民政府外交部部长                       |
| 林永健          | 老岳           | 縣長                                     |
| 震              | 蔣鼎文         | 国民革命军第一战区司令长官               |
| 張志堅          | 張鈁           | 中华民国军事参议院副议长，实业家         |
| 呂中            | 張鈁母         | 張鈁的母親                               |
| 田小潔          |                | 中年出場                                 |
| 喬振宇          | 小韓           | 書記                                     |
| 刘钧            | 蔣介石機要秘書 |                                          |
| 柯藍            | 宋美齡         | 蔣介石之妻                               |
| 羅洋            | 宋慶齡         | 国母                                     |
| 蒂姆·羅賓斯     | 神父           |                                          |
| 平田康之        | 岡村寧次       | 日军华北方面军司令                       |
| 三浦研一        | 高橋次郎       |                                          |
| 木幡龍          | 日軍聯隊長     |                                          |

## 史实争议

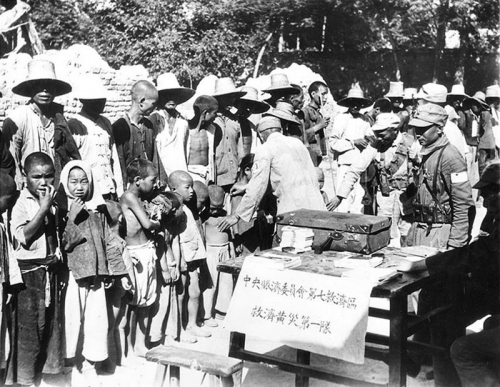
正在發放糧食的中央賑濟委員會第七救濟區救濟黃災第一隊。

- 《大公报》被国民政府停刊三日，非电影中所说是报道河南大饥荒受到国民政府的处分，而是因为“《大公报》因指摘限制物价之失败，受停刊三日之处分”。记录于国民政府中央宣传部部长王世杰1943年2月4日日记[7]。
- 国民政府并没有禁止和封杀媒体报纸对河南大饥荒的报道。當時重庆《新华日报》（中共官方报纸）报道此事就有至少40多篇，而且可以发行[7]。
- 电影里称蒋介石“不许报灾”、“不相信河南有灾”，来源是冯玉祥1947年的回忆录《我所知道的蒋介石》；后经过查证，李培基根本没去重庆报灾，係冯玉祥捏造、杜撰。第三届国民参政员郭仲隗晚年在《江流天地外：郭仲隗、郭海长纪念文集》的回忆录中记载“中央不准报灾，亦不救济”，但河南军方多次报灾，所以亦不符合史实。汤恩伯、蒋鼎文、李家钰等均向国民政府报灾，只有河南省政府瞒报灾情。王芸生、曹谷冰合著《1926年至1949年的旧大公报》记载“委员长根本不相信河南有灾”，也不符合史实，因为国民政府派遣了张继和张厉生等人前往河南调查灾情[7]。
- 电影中，国民政府救灾是迫于白修德曝光河南大饥荒事件。事实上，在白修德報導之前，国民政府和河南省政府就已经展开了救灾工作，甚至有1942年當年救濟期間的歷史照片[7]。
- 电影中，蒋介石将灾民遗弃给日本人。事实上就《河南省政府救灾工作总报告》紀錄：「各县应切实督饬所属团队协同国军，在通往地区地点设哨盘查，制止良民逃往敌区；如遇敌军抽集我壮丁难民，应随时随地予以武力驱逐，以粉碎敌寇阴谋。」防止灾民流亡到日治地区[7]。
- 电影中，冈村宁次下令开仓放粮赈灾。部分地区在1938年已经变成日据地区，灾民是饿死在日军的统治下[7]。
- 电影中，蒋介石是看了外国记者拍的照片，才知道河南灾情，不过中央研究院近代史研究所教授朱浤源指出两人根本没见过面。國史館的文献证明，蒋中正亲笔电文，指挥官员发粮救灾。朱浤源说：“这些剧作家根据千千万万的资料里面，那些部分我们不知道，但是是以（共产党的宣传）为主，因为整个大陆是中华人民共和国所治理的[8]。”
- 亦有人批评影片过分渲染人性阴暗面，冯小刚回应“太平绅士和谐淑女慎入”[9]。

## 獎項及提名
| 獎項                   | 類別                       | 名字               | 結果 |
| ---------------------- | -------------------------- | ------------------ | ---- |
| 2012年罗马电影节       | 青年评审团最佳影片金蝴蝶奖 | 《一九四二》       | 獲獎 |
| 2012年罗马电影节       | 意大利摄影家协会最佳摄影奖 | 吕乐               | 獲獎 |
| 第32届香港电影金像奖   | 最佳兩岸華語電影           | 《一九四二》       | 獲獎 |
| 第3届北京国际电影节    | 最佳影片                   | 《一九四二》       | 獲獎 |
| 第3届北京国际电影节    | 最佳视觉效果奖             | 《一九四二》       | 獲獎 |
| 2013年华语电影传媒大奖 | 最佳编剧                   | 刘震云             | 獲獎 |
| 2013年华语电影传媒大奖 | 最佳男配角                 | 李雪健             | 提名 |
| 2013年华语电影传媒大奖 | 观众票选最受瞩目电影       | 《一九四二》       | 提名 |
| 2013年华语电影传媒大奖 | 百家传媒年度致敬电影       | 《一九四二》       | 獲獎 |
| 2013年华语电影传媒大奖 | 百家传媒年度致敬电影人     | 冯小刚《一九四二》 | 提名 |
| 第29届中国电影金鸡奖   | 最佳故事片                 | 《一九四二》       | 提名 |
| 第29届中国电影金鸡奖   | 最佳导演                   | 冯小刚             | 提名 |
| 第29届中国电影金鸡奖   | 最佳改编剧本               | 刘震云             | 獲獎 |
| 第29届中国电影金鸡奖   | 最佳男主角                 | 张国立             | 獲獎 |
| 第29届中国电影金鸡奖   | 最佳摄影                   | 吕乐               | 獲獎 |
| 第29届中国电影金鸡奖   | 最佳美术                   | 石海鹰             | 提名 |
| 第29届中国电影金鸡奖   | 最佳音乐                   | 赵季平             | 提名 |
| 第29届中国电影金鸡奖   | 最佳录音                   | 吴江               | 獲獎 |
| 第29届中国电影金鸡奖   | 评委会特别奖               | 《一九四二》       | 獲獎 |
| 第50屆金馬獎           | 最佳男配角                 | 李雪健             | 獲獎 |
| 第50屆金馬獎           | 最佳改编剧本               | 刘震云             | 提名 |
| 第50屆金馬獎           | 最佳摄影                   | 吕乐               | 提名 |
| 第50屆金馬獎           | 最佳美術設計               | 石海鹰             | 提名 |
| 第50屆金馬獎           | 最佳造型設計               | 葉錦添             | 提名 |
| 第50屆金馬獎           | 最佳視覺效果               | 常洪松             | 提名 |
| 第7屆亚太电影大奖      | 最佳摄影                   | 吕乐               | 獲獎 |
| 第15届中国电影华表奖   | 优秀故事片                 | 《一九四二》       | 獲獎 |
| 第15届中国电影华表奖   | 优秀电影技术               | 《一九四二》       | 獲獎 |
| 第15届中国电影华表奖   | 优秀导演                   | 冯小刚             | 獲獎 |
| 第15届中国电影华表奖   | 优秀剧作(改编)             | 刘震云             | 獲獎 |
| 第15届中国电影华表奖   | 优秀电影摄影奖             | 吕乐               | 獲獎 |
| 第15届中国电影华表奖   | 优秀电影音乐奖             | 赵季平             | 提名 |